# Marco Donadel
Marco Donadel (* 21. April 1983 in Conegliano) ist ein ehemaliger italienischer Fußballspieler, der zuletzt bei Montreal Impact unter Vertrag stand. Er wurde meist als Mittelfeldspieler eingesetzt.

## Spielerkarriere

### Verein
Donadel startete seine Karriere in der Jugend des AC Mailand und rückte 2000 in den Profikader auf, wo er sich allerdings nicht durchsetzen konnte, weshalb er nach zwei Saisons in Mailand zu US Lecce in die Serie B ausgeliehen wurde. Hier erspielte er sich auf Anhieb einen Stammplatz und wurde dank seiner guten Leistungen für die Saison 2003/04 vom AC Parma ausgeliehen. Auch hier konnte er sich als Stammspieler etablieren. Doch schon nach nur einer Saison wechselte Donadel erneut den Verein und spielte für eine halbe Saison auf Leihbasis für Sampdoria Genua, ehe er vom italienischen Traditionsverein AC Florenz verpflichtet wurde, wo er seither regelmäßig im zentralen Mittelfeld zum Einsatz kommt. Nach einem halben Jahr als Leihspieler wurde er von der „Fiorentina“ fest verpflichtet.
Im Jahr 2007 wurde sein Kontrakt bis 2011 verlängert. 2008/09 und auch in der darauffolgenden Saison kam Donadel für Florenz auch in der UEFA Champions League zum Einsatz. Am 23. Juni 2011 unterzeichnete er einen Vierjahresvertrag mit dem SSC Neapel.
In der Saison 2013/14 wurde er an Hellas Verona verliehen. Er kam dort 23-mal zum Einsatz und erzielte ein Tor.
Nach seiner Ausleihe kehrte er nach Neapel zurück, löste mit dem Verein im September 2014 allerdings seinen Vertrag auf. Im Dezember 2014 unterschrieb er einen Vertrag bei Montreal Impact und spielt seit der Saison 2015 in der nordamerikanischen Major League Soccer für das kanadische Franchise.

### Nationalmannschaft
Donadel durchlief sämtliche italienische Nachwuchs-Auswahlen und war während seiner Zeit bei der italienischen U-21 Auswahl der Kapitän des Teams. Er gewann die U-21-Fußball-Europameisterschaft 2004 und Bronze im Fußballwettbewerb der Olympischen Spiele 2004.

## Trainer
In der Jugend der AC Florenz machte Donadel die ersten Schritte seiner Trainerkarriere. Dort trainierte er zuletzt die U17, ehe er im November 2020 in den Trainerstab der A-Mannschaft vorstieß, wo er erst unter Cesare Prandelli und dann unter Giuseppe Iachini arbeitete. Im Dezember 2021 verschlug es ihn als Co-Trainer zu Spartak Moskau nach Russland, wo er dem Team um Paolo Vanoli angehörte, wobei diese Zeit auch nur wenige Monate andauerte.
Seinen ersten Job als Cheftrainer bekam er im April 2023, als er den Job an der Seitenlinie des Serie-C-Klubs Ancona Calcio übernahm. Zunächst nur geplant für den Rest der Saison 2022/23, wurde mit ihm auch für die Saison 2023/24 verlängert. Nachdem seine Mannschaft jedoch am 9. Spieltag mit lediglich neun Punkten dastand, wurden er und sein Stab von ihren Aufgaben entbunden.

## Erfolge
- U-21-Europameister: 2004
- Bronzemedaille bei den Olympischen Spielen 2004
- italienischer Pokalsieger: 2011/12